# Акуленко Тетяна Михайлівна
Тетяна Михайлівна Акуленко, у шлюбі Сіврітепе (нар. 25 січня 1994, Шостка) — громадська діячка, юрист, доктор філософії з міжнародного права, віцепрезидент громадської організації «Всеукраїнська федерація пляжної боротьби України», директор міжнародної спортивної премії «Золотий Мангуст», «Міс СНД - 2018».

## Життєпис
Народилася 25 січня 1994 року у місті Шостка, Сумська область, Україна.
З дитинства займалася спортом, легкою атлетикою, спортивним туризмом. Професійно займалася естрадною хореографією. Зацікавленість іноземними мовами та правознавством визначили подальший професійний шлях.
Захистивши наукову роботу за напрямом «Право» на Всеукраїнському конкурсі-захисті науково-дослідних робіт, стає членом Малої академії наук України (2012).
Навчається у Національному університеті «Одеська юридична академія», закінчивши який, отримує диплом магістра за спеціальністю «Право» (2018).
Бере участь у міжнародних конкурсах краси, здобувши титул «Miss Tourism Black Sea 2018» та ставши переможницею міжнародного конкурсу «Міс СНД-2018» (Астана, Казахстан).
У 2018 році очолює громадську організацію «Мангуст». Бере безпосередню активну участь в реалізації численних соціальних, благодійних, спортивних проектах і заходах, спрямованих на популяризацію здорового способу життя серед молоді, розвиток спорту, зокрема пляжної боротьби, організації етапу Світової серії з пляжної боротьби у м.Одеса (2019).
Входить до Молодіжної ради при Одеському міському голові (2019).
З 2019 року — директор мережі спортивних клубів «Мангуст» та міжнародної спортивної премії «Золотий Мангуст».
Обрана віцепрезидентом громадської організації «Всеукраїнська федерація пляжної боротьби України» (2020).
Лауреат рейтингу «100 успішних жінок Одеського регіону» у 2019, 2020 та 2021 роках.
Тренер (2021) та керівник офіційної делегації (2022) Національної збірної команди України з пляжної боротьби.
У 2020 році закінчує Одеський національний університет імені І. І. Мечникова та отримує диплом магістра за спеціальністю «Філологія».
Успішно захистивши дисертацію «Міжнародно правова співпраця у боротьбі з допінгом у спорті», здобуває вчену ступінь доктора філософії у галузі міжнародних відносин, спеціальність «Міжнародне право» (2021).
Автор наукових праць та публікацій з питань міжнародного спортивного права, міжнародно-правового співробітництва і стандартів боротьби з допінгом у спорті.
Співавтор навчальної програми з пляжної боротьби для дитячо-юнацьких спортивних шкіл, спортивних клубів та спортивних секцій.
У 2021-2022 рр. — навчається в Цюрихському університеті (Швейцарія) по програмі сертифікації CAS in International Sports Law (Міжнародне спортивне право). По закінченню працює у фінансовій компанії «X8 AG».
Знялася у кліпі українського співака KISHE «Ми злетіли» (2023).
З 2025 року — юрист швейцарського офісу міжнародної групи компаній юридичного, податкового та фінансового консалтингу «CONSAVO».
Одружена. Разом з чоловіком виховують сина.